# 60-я смешанная авиационная дивизия
60-я смешанная авиационная дивизия, она же до 2 июля 1941 года 60-я истребительная авиационная дивизия — воинское соединение Вооружённых Сил СССР в Великой Отечественной войне.

## История
Дивизия начала формирование в июне 1941 года в Барановичах, там же и дислоцировалась. Именовалась также как 60-я истребительная авиационная дивизия. В составе действующей армии с 22 июня 1941 по 26 июня 1941 и с 20 августа 1941 по 27 января 1942 года.
К 22 июня 1941 года формирование дивизии не было закончено. Для дивизии предназначались истребительные полки, которые на момент начала войны формировались в Орше: 186-й, 187-й, 188-й, 189-й полки. Эти полки в дивизию не прибыли: на аэродром в Барановичах перелетел из состава 43-й дивизии 162-й истребительный авиационный полк, располагавший 54 самолётами И-16 (из них 4 неисправных). С 22 июня 1941 года дивизия по существу представляла собой один этот полк, который действовал над Барановичами. В ночь на 25 июня 1941 года, в связи с приближением войск противника, был отдан приказ об эвакуации дивизии. К тому времени вследствие бомбардировок взлётная полоса была непригодной для использования, и остававшиеся самолёты с другим имуществом были уничтожены на аэродроме. Потерь дивизии в личном составе не было, и управление дивизии вместе с личным составом полка убыло в Курск. Там дивизия получила статус смешанной и в её состав вошли 218-й штурмовой авиационный полк и 237-й штурмовой авиационный полк.
В течение 1941 года дивизия действует в Орловской, Смоленской, Тульской, Калужской областях. С января 1942 года дивизия действует в районе Вязьмы, Юхнова.
27 января 1942 года управление дивизии обращено на формирование Управления ВВС 33-й армии.

## Состав
- 186-й истребительный авиационный полк[2] (01.04.1941 - 19.09.1941), сформирован в дивизии, передан в 36-ю иад
- 162-й истребительный авиационный полк (29 июня 1941 — 16 октября 1941)
- 218-й штурмовой авиационный полк (с августа 1941)
- 237-й штурмовой авиационный полк (с августа по октябрь 1941)
- 605-й истребительный авиационный полк (с 28.11.1941 по 15.01.1942)
- 54-й бомбардировочный авиационный полк (с октября 1941)
- 42-й истребительный авиационный полк (сентябрь-октябрь 1941)
- 168-й истребительный авиационный полк[2],  (с 16.01.1942 г. по 27.02.1942 г.)
- 566-й штурмовой авиационный полк (с января 1942)

## Подчинение
| Дата            | Фронт (округ)            | Армия                                | Корпус | Примечания |
| --------------- | ------------------------ | ------------------------------------ | ------ | ---------- |
| 22.06.1941 года | Западный фронт           | -                                    | -      | -          |
| 01.07.1941 года | Московский военный округ | -                                    | -      | -          |
| 01.08.1941 года | Московский военный округ | -                                    | -      | -          |
| 01.09.1941 года | Брянский фронт           | -                                    | -      | -          |
| 01.10.1941 года | Брянский фронт           | 13-я армия                           | -      | -          |
| 01.11.1941 года | Брянский фронт           | -                                    | -      | -          |
| 01.12.1941 года | Юго-Западный фронт       | -                                    | -      | -          |
| 01.01.1942 года | Западный фронт           | Авиагруппа генерал-майора Николаенко | -      | -          |

## Командиры
- Татанашвили, Евстафий Захарович, полковник (27.03.1941 — 18.09.1941)
- Харебов, Алексей Иванович, полковник (19.09.1941 — 20.09.1941)
- Клевцов, Василий Ильич, полковник, генерал-майор (21.09.1941 — 27.01.1942)

## Участие в операциях и битвах
- Орловско-Брянская операция – с 30 сентября 1941 года по 23 октября 1941 года.
- Тульская оборонительная операция – с 24 октября 1941 года по 16 декабря 1941 года.
- Калужская операция – с 17 декабря 1941 года по 5 января 1942 года.
- Ржевско-Вяземская операция – с 8 января 1942 года по 27 января 1942 года.

## Отличившиеся воины
- Ложечников Андрей Александрович, майор, командир 237-го штурмового авиационного полка 60-й авиационной дивизии Брянского фронта Указом Президиума Верховного Совета СССР от 11 сентября 1941 года удостоен звания Геро1 Советского Союза. Золотая звезда № 448.